# Eiji Suzuki
Eiji Suzuki (jap. 鈴木 英史, Suzuki Eiji; * 1965 in Setagaya, Tokio, Japan) ist ein japanischer Komponist.
Sein Studium absolvierte er an der Tokyo National University of Fine Arts and Music und graduierte in seinem Hauptfach Komposition. Dort studierte er bei Yoshio Mamiya und Masao Endo. Bereits während des Studiums wurde ihm für ein Werk der Antaku Prize zuerkannt. 
Seine Kompositionen waren zunächst auf die Fähigkeiten der Oberschul-Bands ausgerichtet. Nachher komponierte er aber auch Werke, die von führenden Orchestern für Konzerte und von den nationalen Blasmusikverbänden als Pflichtwerke für ihre Wettbewerbe ausgewählt wurden. Er wurde als Komponist verpflichtet, für die nationalen Leichtathletik-Wettbewerbe in Ishikawa und Yamagata Werke für die Eröffnungs- und Abschlussfeierlichkeiten zu komponieren. 
Zusammen mit Toshio Mashima gründete er Atelier M, ein Eigenverlag, der Werke junger japanischer Komponisten für Blasorchester vertreibt. Derzeit gilt er als einer der profiliertesten und vielbeschäftigten japanischen Komponisten.

## Werke

### Werke für Blasorchester
- 1999 "AWAKENING" - in memory of Kiyoshi Watanabe
- 2000 Morning Stars
- 2001 The Fête of Light for Wind Orchestra
- 2002 Icarus - with the eternal wings for Wind Orchestra
- Chorale for Festival for Wind Ensemble
- Intrada "S-S-S"
- Fanfare
- Fanfare "S-E-A"
- Prelude for Wind Ensemble based on the melody of "Tokeidai-no-kane"
- Rainbow Ocean for wind ensemble
- Samba Fiesta
- Song and Dances for Wind Ensemble

### Kammermusik
- Foster Rhapsody für Klarinetten Quartett

| Personendaten    | Personendaten          |
| ---------------- | ---------------------- |
| NAME             | Suzuki, Eiji           |
| ALTERNATIVNAMEN  | 鈴木 英史 (japanisch)  |
| KURZBESCHREIBUNG | japanischer Komponist  |
| GEBURTSDATUM     | 1965                   |
| GEBURTSORT       | Setagaya, Tokio, Japan |